# Жан Кастекс
Жан Кастекс (фр. Jean Castex; нар. 25 червня 1965, Вік-Фезансак, Франція) — французький політик, прем'єр-міністр Франції з 3 липня 2020 до 16 травня 2022 року. До призначення на посаду він був високопоставленим державним службовцем, що мав завдання координувати карантин під час епідемії COVID-19 у Франції.

## Ранні роки та освіта
1986 року закінчив Інститут політичних досліджень в Парижі, згодом навчався в Національній адміністрації Еколе («когорта Віктора Гюго» 1991 року).
Він став вищим державним службовцем Французького аудиторського суду.

## Політична кар'єра
Кастекс був мером Праду в Східних Піренеях з 2008 року. Був генеральним секретарем президента у 2011—2012 роках, регіональним радником Лангедок-Русійон з 2010 по 2015 рік, а з 2015 року — радник департаменту Східних Піренеїв. У вересні 2017 року був призначений міжвідомчим делегатом Олімпіади та Паралімпіади 2024 року, його також призначили президентом Національного агентства зі спорту .
Був членом партії республіканців до початку 2020 року.
2 квітня 2020 року призначений координатором карантину у Франції під час пандемії COVID-19. Після відставки прем'єр-міністра Едуарда Філіппа 3 липня 2020 року Кастекс був призначений прем'єр-міністром президентом Еммануелем Макроном. Подав у відставку 16 травня 2022.